# Recetor (oficio)
Los recetores eran unos oficiales establecidos en los tribunales a quienes se les cometían las probanzas de aquellos negocios que llegaban a cierta cantidad, derechos perpetuos y causas criminales de cualquier clase o ejecuciones de las órdenes y mandatos de los dichos Tribunales. 
En la Chancillería de Valladolid había unos de primer número y otros de segundo. Fueron creados éstos por no poder dar los primeros expediente a todos los negocios que ocurrían pero siempre tenían elección en los que se ofrecían prefiriéndose a los del segundo número. 
Era oficio de mucha confianza y debían por sí mismos escribir las probanzas excusándoles solo el impedimento de su enfermedad o dispensación legítima del Tribunal.

## Recetor de penas de cámara
Se llamba así aquel oficial en los tribunales a cuyo cuidado correspondía, sabidas las condenaciones y multas aplicadas a la Cámara del rey y que constaban en los Oficios de los Escribanos, nombrar por sí y enviar comisionados o verederos para recobrarla de los reos principales o sus fiadores, de cuya cobranza tenían cierta parte señalada. Debían dar cuenta formal de todo lo percibido y en su defecto presentar justificación correspondiente por la que conste no haberse encontrado bienes algunos de que cobrarse la dicha condenación.